# Leitheim

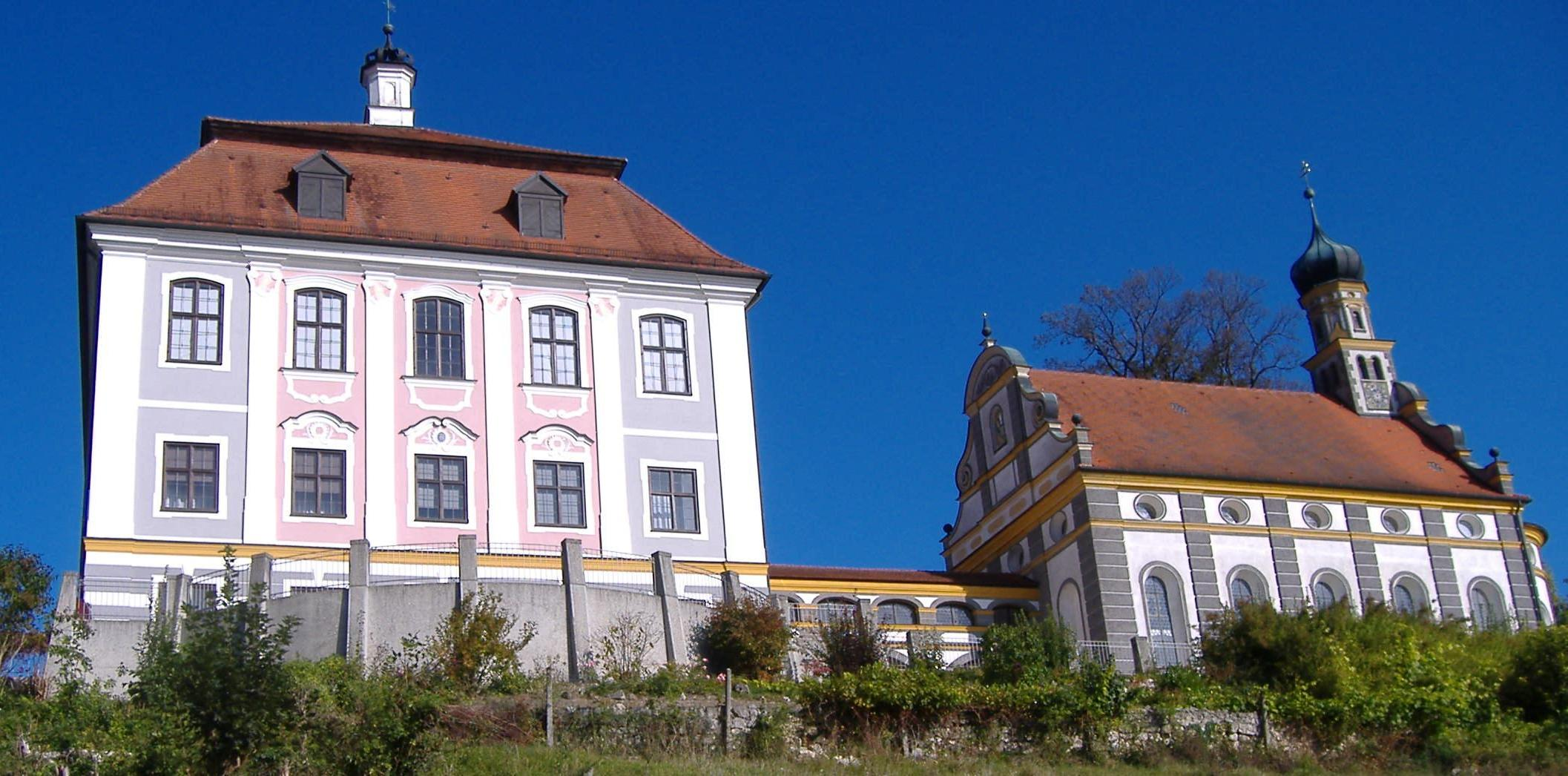
Schloss Leitheim

Das Kirchdorf Leitheim ist ein Gemeindeteil des Marktes Kaisheim im Landkreis Donau-Ries (Regierungsbezirk Schwaben, Bayern).

## Dialekt
Leitheim zählt zu den Grenzorten des alemannischen Dialektraums zum Bairischen hin.

## Geschichte
Von seiner ersten Erwähnung im Jahre 1147 an zählte der Ort zum Besitz des Klosters Kaisheim. Schon vor der Säkularisation in den Jahren 1802/1803 hatte sich eine dörfliche Gemeinde um das Ensemble von Kirche, Schloss und Weingärtnerhaus entwickelt. Durch die Baulandausweisung ist die Einwohnerzahl des Dorfes steigend.
Leitheim war seit dem zweiten Gemeindeedikt von 1818 eine selbständige Gemeinde im Landgericht Donauwörth und gehörte ab der Trennung von Justiz und Verwaltung am 1. Juli 1862 zum Bezirksamt Donauwörth (Bezeichnung ab 1939: Landkreis Donauwörth). Die Gemeinde hatte keine weiteren Ortsteile. Am 1. Juli 1972 wurde Leitheim im Zuge der Gebietsreform in Bayern dem Landkreis Donau-Ries, der bis 30. April 1973 die Bezeichnung Landkreis Nördlingen-Donauwörth trug, zugeschlagen. Am gleichen Tag wurde die Gemeinde aufgelöst und in den Markt Kaisheim eingegliedert.

## Baudenkmäler
- Bekannt ist das Schloss Leitheim, die Sommerresidenz der Äbte des nahegelegenen Klosters Kaisheim.
- Die katholische Filialkirche Sankt Blasius gehört zur Pfarrei Sankt Willibald in Altisheim.